# Winnertzia
Winnertzia är ett släkte av tvåvingar som beskrevs av Camillo Rondani 1861. Winnertzia ingår i familjen gallmyggor.

## Dottertaxa tillWinnertzia, i alfabetisk ordning[1][2]
- Winnertzia amoena
- Winnertzia ampelophila
- Winnertzia anomala
- Winnertzia argentata
- Winnertzia arizoniensis
- Winnertzia asiatica
- Winnertzia assimilata
- Winnertzia betulicola
- Winnertzia brachypalpa
- Winnertzia bulbifera
- Winnertzia carpini
- Winnertzia carpinicola
- Winnertzia citrina
- Winnertzia colubrifera
- Winnertzia conorum
- Winnertzia corticis
- Winnertzia curvata
- Winnertzia deserticola
- Winnertzia detrita
- Winnertzia discreta
- Winnertzia discretella
- Winnertzia diversicornis
- Winnertzia equestris
- Winnertzia fungicola
- Winnertzia fusca
- Winnertzia globifera
- Winnertzia graduata
- Winnertzia griseipennis
- Winnertzia hikosanensis
- Winnertzia hudsonici
- Winnertzia indica
- Winnertzia levicollis
- Winnertzia lugubris
- Winnertzia maacki
- Winnertzia mahensis
- Winnertzia monarthra
- Winnertzia nigra
- Winnertzia nigripennis
- Winnertzia obscura
- Winnertzia orientalis
- Winnertzia padicola
- Winnertzia palpina
- Winnertzia palustris
- Winnertzia pectinulata
- Winnertzia peramoena
- Winnertzia photophila
- Winnertzia pictipes
- Winnertzia pinicola
- Winnertzia pinicorticis
- Winnertzia plastica
- Winnertzia populicola
- Winnertzia pravdini
- Winnertzia proxima
- Winnertzia quercicola
- Winnertzia rotundata
- Winnertzia rubida
- Winnertzia rubra
- Winnertzia rubricola
- Winnertzia salicis
- Winnertzia solidaginis
- Winnertzia striaticollis
- Winnertzia subglobifera
- Winnertzia tamariciphila
- Winnertzia tenella
- Winnertzia tridens
- Winnertzia tumida
- Winnertzia ussurica
- Winnertzia vexans